# Oreste Zamor

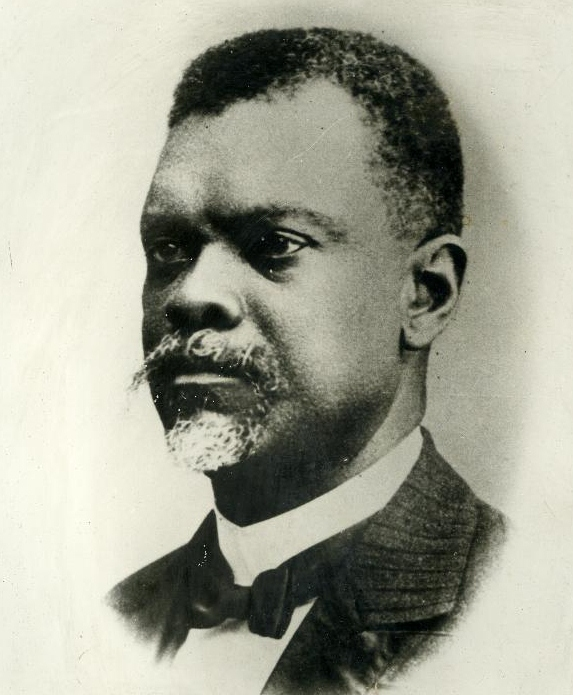
Oreste Zamor

Oreste Zamor  föddes år 1861 i Hinche och  dog den 27 juli 1915 i Port-au-Prince. Zamor var Haitis president från den 8 februari 1914 till den 29 oktober 1914.  Oreste Zamor efterträddes av Joseph Davilmar Théodore, som i sin tur regerade fram till 22 februari 1915. 